# Marcus Sahlman
Marcus Verner Sahlman, född 2 januari 1985 i Ålidhem, Umeå, är en svensk fotbollsmålvakt.

## Klubbkarriär
Sahlman fostrades i Halmstads BK där han flyttades upp till A-truppen 2003. Året därpå gjorde han sina två första matcher i Allsvenskan. I båda fallen fick han hoppa in som anfallare i slutet av matcherna. I övrigt blev han kvar på bänken, som andramålvakt bakom Conny Johansson, fram till säsongen 2006 då han under hösten tog plats i startelvan. 
Efter säsongens slut värvades den finska landslagsmålvakten Magnus Bahne till klubben och Sahlman hamnade återigen på bänken, vilket ledde till att han i juli 2007 lånades ut den allsvenska konkurrenten Trelleborgs FF. Tillbaka i HBK efter säsongens slut vaktade Sahlman i Bahnes frånvaro, till följd av skada, återigen målet i premiären för Allsvenskan 2008.  Under 2008 lånades han återigen ut till Trelleborg. Han spelade totalt 26 matcher för HBK.
Efter Bahnes återkomst skrev han i juli på för norska Tromsø IL, gällande från och med 1 januari 2009. I juli 2014 bröts kontraktet med Tromsø i förtid.

## Landslagskarriär
Sahlman har även gjort 4 U21-landskamper för Sverige, mellan 2004 och 2006.